# 下湯沢駅
下湯沢駅（しもゆざわえき）は、秋田県湯沢市成沢（なりさわ）字上堤（かみつつみ）にある、東日本旅客鉄道（JR東日本）奥羽本線の駅である。

## 歴史
- 1956年（昭和31年）11月28日：日本国有鉄道の駅として開業[2]。
- 1967年（昭和42年）12月20日：行き違い設備が完成し、使用を開始[3][4]。在来線が上り本線、新線が下り本線[4]。
- 1979年（昭和54年）
  - 11月1日：荷物の扱いを廃止[5]、無人化[6]。
  - 12月1日：身体障害者団体が切符販売と小荷物受託を行う簡易委託駅となる[7][8]。
- 1987年（昭和62年）4月1日：国鉄分割民営化により、JR東日本の駅となる[2]。
- 2009年（平成21年）3月31日：簡易委託解除。
- 2021年（令和3年）4月1日：湯沢駅の業務委託化に伴い、横手駅に管理駅が変更となる。
- 2024年（令和6年）10月1日：えきねっとQチケのサービスを開始[1][9]。

## 駅構造
相対式ホーム2面2線を持つ地上駅である。1番線（上り本線）のポイントは南北両側ともに直線であり、速度制限を受けないが、出発信号機が片方向にしかないため、一線スルー方式ではない。互いのホームは跨線橋で連絡している。木造駅舎を有する。
横手駅管理の無人駅である。

### のりば
| 番線 | 路線      | 方向 | 行先     |
| ---- | --------- | ---- | -------- |
| 1    | ■奥羽本線 | 上り | 新庄方面 |
| 2    | ■奥羽本線 | 下り | 秋田方面 |

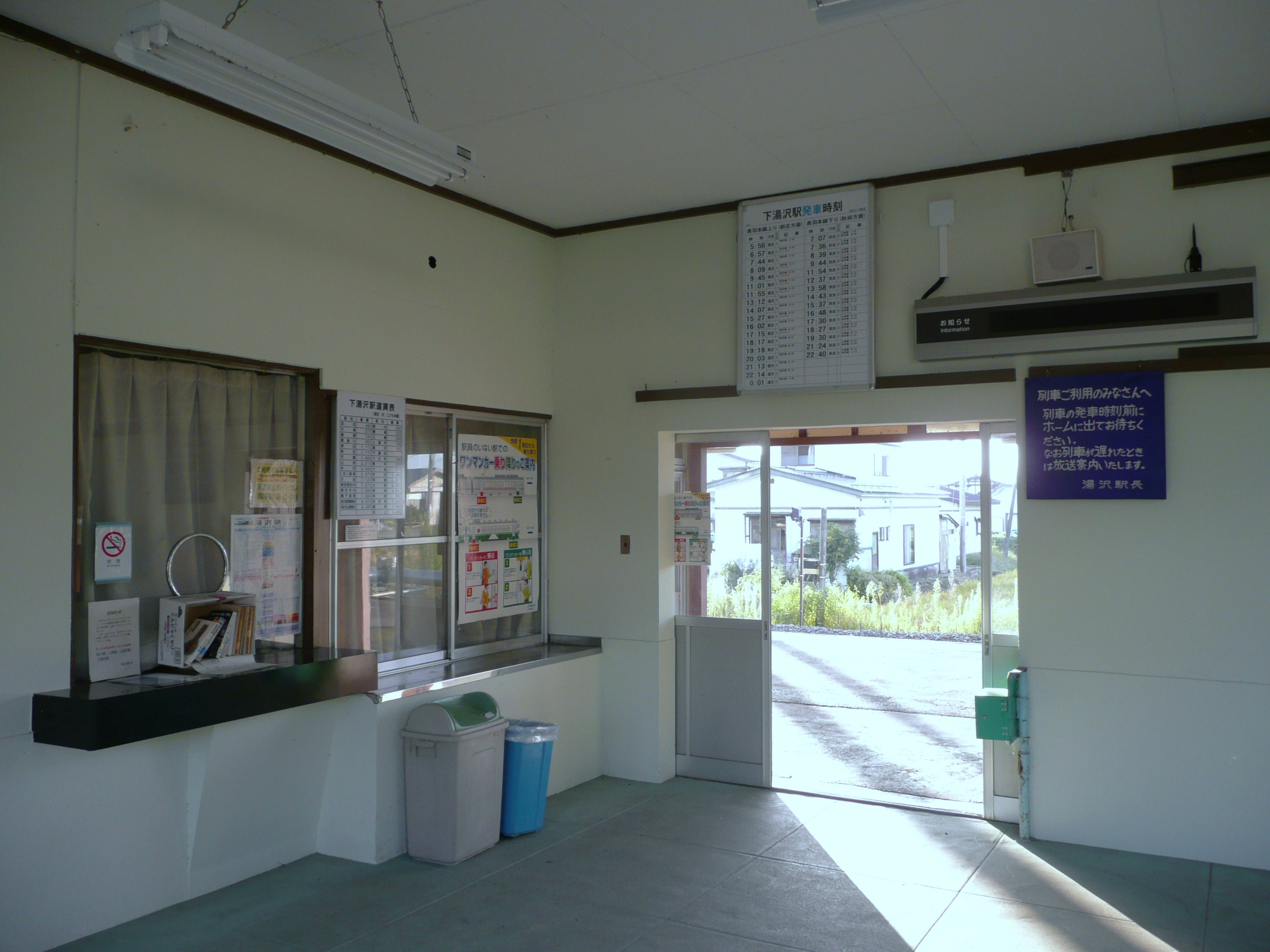
改札口（2010年10月）
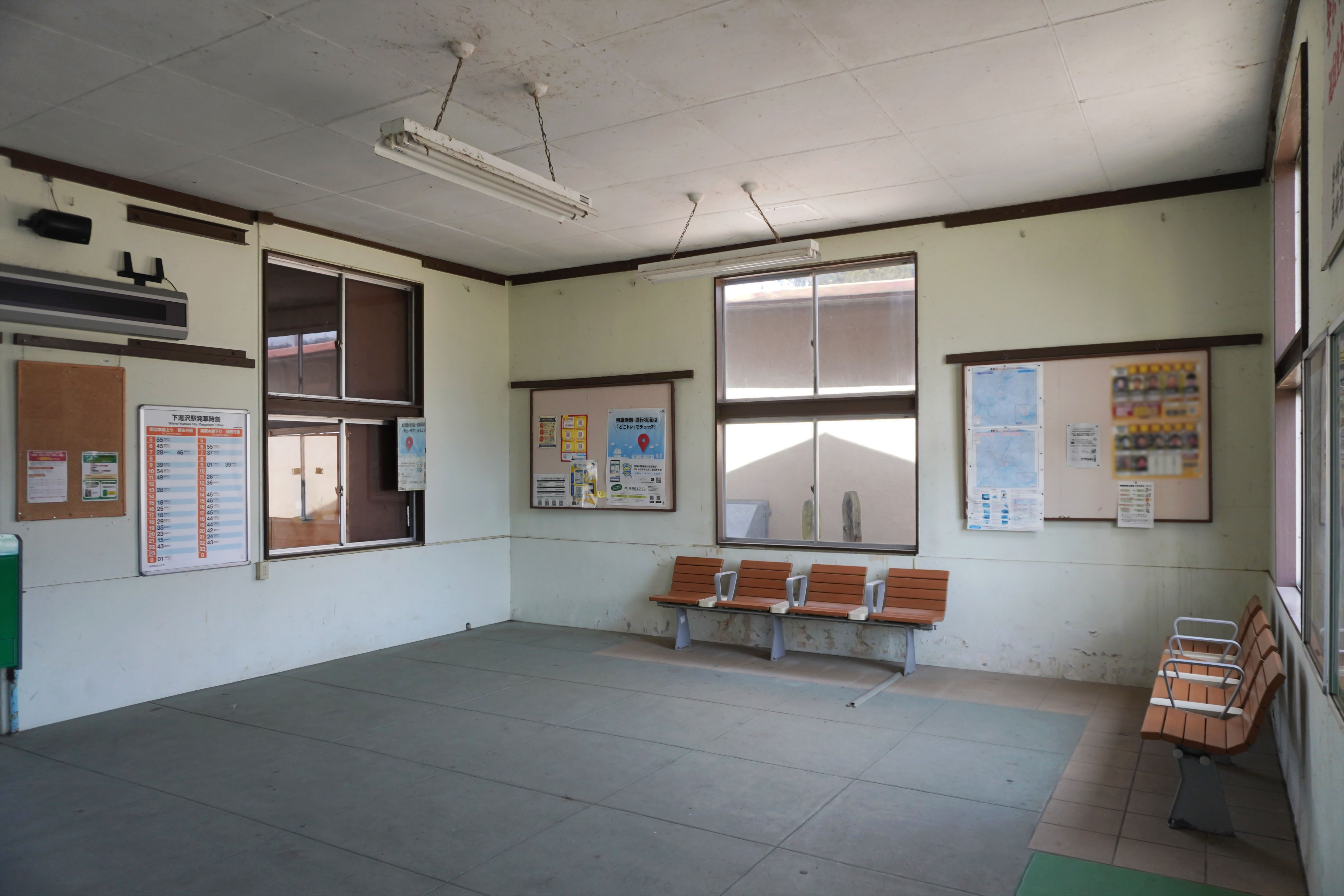
待合室（2024年4月）
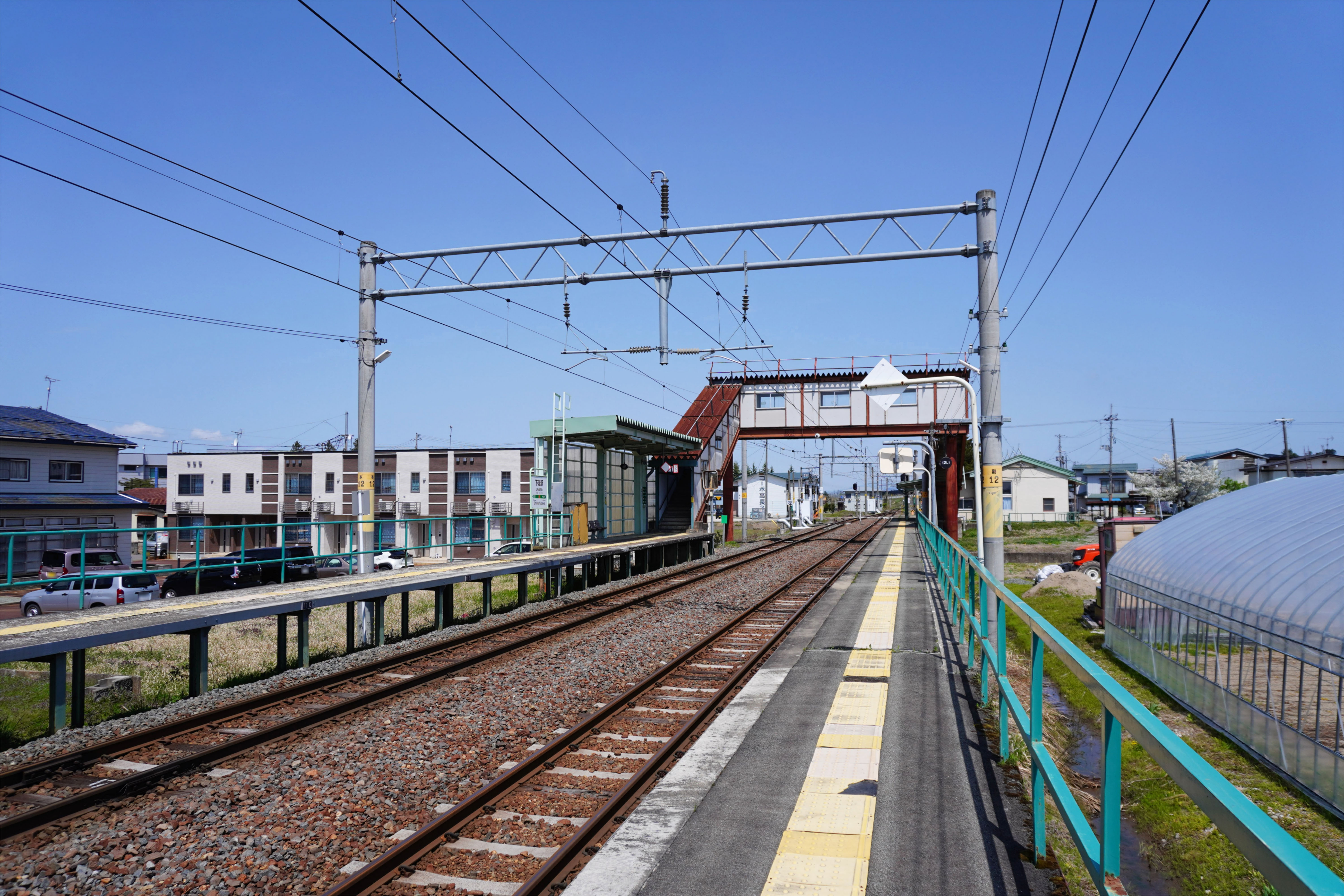
ホーム（2024年4月）

## 利用状況
JR東日本によると、2000年度（平成12年度）- 2007年度（平成19年度）の1日平均乗車人員の推移は以下のとおりであった。
| 乗車人員推移       | 乗車人員推移     | 乗車人員推移   |
| 年度               | 1日平均 乗車人員 | 出典           |
| ------------------ | ---------------- | -------------- |
| 2000年（平成12年） | 45               | [ 利用客数 1 ] |
| 2001年（平成13年） | 46               | [ 利用客数 2 ] |
| 2002年（平成14年） | 44               | [ 利用客数 3 ] |
| 2003年（平成15年） | 33               | [ 利用客数 4 ] |
| 2004年（平成16年） | 35               | [ 利用客数 5 ] |
| 2005年（平成17年） | 34               | [ 利用客数 6 ] |
| 2006年（平成18年） | 55               | [ 利用客数 7 ] |
| 2007年（平成19年） | 50               | [ 利用客数 8 ] |

## 駅周辺

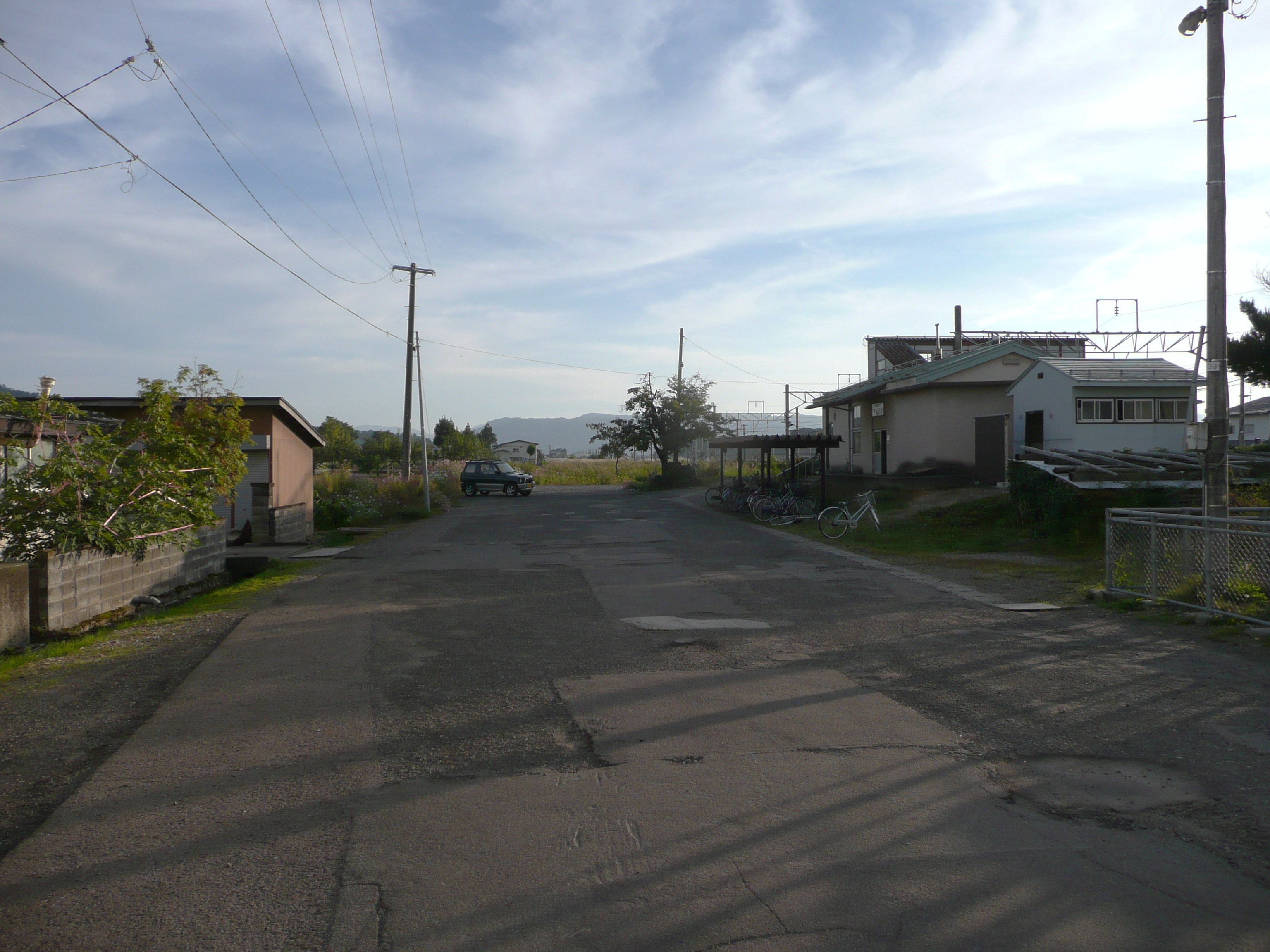
駅前（2014年10月）

- 千年公園（岩崎城址）
- 国道13号

## 隣の駅
東日本旅客鉄道（JR東日本）
■奥羽本線
□快速
通過
■普通
湯沢駅 - 下湯沢駅 - 十文字駅

### 記事本文
1. 1 2 3 4 5  「駅の情報（下湯沢駅）：JR東日本」東日本旅客鉄道。2024年8月26日時点のオリジナルよりアーカイブ。2024年9月5日閲覧。
2. 1 2 3  石野哲（編）『停車場変遷大事典 国鉄・JR編 Ⅱ』（初版）JTB、1998年10月1日、533頁。ISBN 978-4-533-02980-6。
3. ↑  「行き違い設備完成 下湯沢駅に新線を敷設」『読売新聞』1967年12月23日、秋田読売。
4. 1 2  「下湯沢駅の行違い設備完成」『交通新聞』交通協力会、1967年12月21日、1面。
5. ↑  「日本国有鉄道公示第121号」『官報』1979年10月31日。
6. ↑  “「通報」●奥羽本線三関駅ほか2駅の駅員無配置について（旅客局）”. 鉄道公報 (日本国有鉄道総裁室文書課):  p. 2. (1979年10月31日)
7. ↑  「奥羽線下湯沢駅と三関駅 あすから民間委託 無人化から“昇格”」『秋田魁新報』秋田魁新報社、1979年11月30日、朝刊、13面。
8. ↑  「身障者の会が業務を受託 下湯沢駅」『秋田魁新報』秋田魁新報社、1979年12月6日、朝刊、13面。
9. ↑  「Suicaエリア外もチケットレスで! 東北エリアから「えきねっとQチケ」がはじまります (PDF)」（プレスリリース）、東日本旅客鉄道、2024年7月11日。2024年8月4日閲覧。
10. 1 2  「JR東日本：駅構内図・バリアフリー情報（下湯沢駅）」東日本旅客鉄道。2024年4月28日閲覧。

### 利用状況
1. ↑  「JR東日本：各駅の乗車人員（2000年度）」東日本旅客鉄道。2025年7月15日閲覧。
2. ↑  「JR東日本：各駅の乗車人員（2001年度）」東日本旅客鉄道。2025年7月15日閲覧。
3. ↑  「JR東日本：各駅の乗車人員（2002年度）」東日本旅客鉄道。2025年7月15日閲覧。
4. ↑  「JR東日本：各駅の乗車人員（2003年度）」東日本旅客鉄道。2025年7月15日閲覧。
5. ↑  「JR東日本：各駅の乗車人員（2004年度）」東日本旅客鉄道。2025年7月15日閲覧。
6. ↑  「JR東日本：各駅の乗車人員（2005年度）」東日本旅客鉄道。2025年7月15日閲覧。
7. ↑  「JR東日本：各駅の乗車人員（2006年度）」東日本旅客鉄道。2019年2月18日閲覧。
8. ↑  「JR東日本：各駅の乗車人員（2007年度）」東日本旅客鉄道。2025年7月15日閲覧。